# Heikant (Ulicoten)
Heikant (51° 27′ N, 4° 51′ L) é uma cidade dos Países Baixos, na província de Brabante do Norte. Heikant (Ulicoten) pertence ao município de Baarle-Nassau, e está situada a 16 km, a sul de Breda.
This village should not be confused with the other Heikant está situada no município de Baarle-Nassau, 8 km to the east; or with any of the dozens of other Heikants in the Netherlands or Belgium.